# Copelatus mohelicus
Copelatus mohelicus är en skalbaggsart som beskrevs av Guignot 1959. Copelatus mohelicus ingår i släktet Copelatus och familjen dykare. Inga underarter finns listade i Catalogue of Life.